# SuperNova (Screenreader)
SuperNova ist eine Familie kostenpflichtiger Screenreader und weiterer Computerprogramme, die die Textausgabe vom Computerbildschirm per Braillezeile, die Sprachausgabe und/oder die Bildschirmvergrößerung ermöglichen. Die Software wird von der in Worcester in England ansässigen Dolphin Computer Access Ltd. entwickelt und vertrieben und gilt dort als am weitesten verbreiteter Screenreader nach dem Marktführer JAWS. SuperNova lässt sich durch Skripte an die Bedürfnisse des Benutzers bzw. die Anforderungen eines bestimmten Programms anpassen und ermöglicht auch den Umgang mit Anwendungen, die nur ein geringes Maß an Barrierefreiheit bieten.

## Produkte
Zur SuperNova-Produktfamilie gehören:
- die SuperNova Access Suite (Braille, Sprachausgabe und Großschrift)
- der SuperNova Magnifier (früher Lunar, Großschrift, keine Screenreader-Funktionen)
- der SuperNova ReaderMagnifier (früher LunarPlus, Großschrift und Sprachausgabe, keine Screenreader-Funktionen) und
- der SuperNova ScreenReader (früher HAL, Braille und Sprachausgabe).